# Epistrophe flava
Epistrophe flava es una especie de sírfido. Se distribuyen por el paleártico en Eurasia. Se alimentan de pulgones al igual que otros miembros de la subfamilia Syrphinae.